# Pneumodermopsis ciliata
Pneumodermopsis ciliata är en snäckart som först beskrevs av Gegenbauer 1855.  Pneumodermopsis ciliata ingår i släktet Pneumodermopsis och familjen Pneumodermatidae. Inga underarter finns listade i Catalogue of Life.